# Collegio elettorale di Marsala (Senato della Repubblica)
Il collegio di Marsala fu un collegio elettorale uninominale della Repubblica Italiana per l'elezione del Senato della Repubblica. Apparteneva alla circoscrizione Sicilia e fu utilizzato per eleggere un senatore nella XII, XIII e XIV legislatura.
Venne istituito nel 1993 con la cosiddetta Legge Mattarella (Legge n. 276, Norme per l'elezione del Senato della Repubblica), attuata in seguito al referendum abrogativo del 1993. La legge istituì per la Camera dei deputati e per il Senato della Repubblica un sistema di elezione misto, in parte maggioritario e in parte proporzionale. Il 75% dei parlamentari dell'assemblea veniva eletto in collegi uninominali tramite sistema maggioritario a turno unico; il restante 25% al Senato veniva eletto tramite recupero proporzionale dei più votati non eletti attraverso un meccanismo di calcolo denominato "scorporo", cioè sottraendo dal conteggio dei voti totali di una lista nella parte proporzionale i voti ottenuti dai candidati collegati alla medesima lista che erano eletti nei collegi uninominali con il sistema maggioritario.
Il collegio venne abolito insieme a tutti gli altri che costituivano il Senato con la promulgazione della legge elettorale successiva, la cosiddetta Legge Calderoli. Questa prevedeva un sistema proporzionale con premio di maggioranza, che al Senato veniva attribuito a livello regionale.

## Territorio
Il collegio di Marsala era uno dei 20 collegi uninominali in cui era suddivisa la Sicilia e, come previsto dal D.Lgs. del 20 dicembre 1993 n. 535, era interamente compreso nella provincia di Trapani e comprendeva i seguenti comuni: Custonaci, Erice, Favignana, Marsala, Paceco, Petrosino, Salemi, San Vito Lo Capo, Trapani, Valderice e Vita. 

## Eletti
| Elezione | Elezione                 | Senatore      | Partito                    |
| -------- | ------------------------ | ------------- | -------------------------- |
|          | 1994                     | Antonio D'Alì | Polo del Buon Governo (FI) |
| 1996     | Polo per le Libertà (FI) | Antonio D'Alì |                            |
| 2001     | Casa delle Libertà (FI)  | Antonio D'Alì |                            |

## Dati elettorali

### XII legislatura
|                               | Antonio D'Alì ✔️ Eletto | Polo del Buon Governo       | 51 842  | 45,26 |  |  |  |  |  |
|                               | Angelo Paolo Fici       | Progressisti                | 32 363  | 28,26 |  |  |  |  |  |
|                               | Vincenzo Garraffa       | Patto per l'Italia          | 20 094  | 17,54 |  |  |  |  |  |
|                               | Antonino Russo          | Socialdemocrazia            | 4 466   | 3,90  |  |  |  |  |  |
|                               | Mariano Cicero          | Partito Socialista Italiano | 3 927   | 3,43  |  |  |  |  |  |
|                               | Sebastiano Costantino   | Primavera                   | 1 011   | 0,88  |  |  |  |  |  |
|                               | Giuseppe Cacioppo       | Vespri Siciliani            | 830     | 0,72  |  |  |  |  |  |
| Totale                        | Totale                  | Totale                      | 114 533 | 100   |  |  |  |  |  |
|                               |                         |                             |         |       |  |  |  |  |  |
| Voti non validi               | Voti non validi         | Voti non validi             | 20 050  | 14,90 |  |  |  |  |  |
| Votanti                       | Votanti                 | Votanti                     | 134 583 | 78,56 |  |  |  |  |  |
| Elettori                      | Elettori                | Elettori                    | 171 304 |       |  |  |  |  |  |
|                               |                         |                             |         |       |  |  |  |  |  |
| Data: 27-28 marzo 1994        |                         |                             |         |       |  |  |  |  |  |
| Fonte: Ministero dell'interno |                         |                             |         |       |  |  |  |  |  |

### XIII legislatura
|                               | Antonio D'Alì ✔️ Eletto | Polo per le Libertà                      | 56 899  | 51,39 |  |  |  |  |  |
|                               | Diego Maggio            | L'Ulivo                                  | 41 105  | 37,13 |  |  |  |  |  |
|                               | Serafino Frisco         | Noi Siciliani-Fronte Nazionale Siciliano | 3 734   | 3,37  |  |  |  |  |  |
|                               | Salvatore Bellafiore    | Rinnovamento                             | 3 279   | 2,96  |  |  |  |  |  |
|                               | Vincenzo Cellura        | Movimento Sociale Fiamma Tricolore       | 3 254   | 2,94  |  |  |  |  |  |
|                               | Giuseppe Angelo Arnone  | Lista Pannella-Sgarbi                    | 2 442   | 2,21  |  |  |  |  |  |
| Totale                        | Totale                  | Totale                                   | 110 713 | 100   |  |  |  |  |  |
|                               |                         |                                          |         |       |  |  |  |  |  |
| Voti non validi               | Voti non validi         | Voti non validi                          | 19 145  | 14,74 |  |  |  |  |  |
| Votanti                       | Votanti                 | Votanti                                  | 129 858 | 73,96 |  |  |  |  |  |
| Elettori                      | Elettori                | Elettori                                 | 175 572 |       |  |  |  |  |  |
|                               |                         |                                          |         |       |  |  |  |  |  |
| Data: 21 aprile 1996          |                         |                                          |         |       |  |  |  |  |  |
| Fonte: Ministero dell'interno |                         |                                          |         |       |  |  |  |  |  |

### XIV legislatura
|                               | Antonio D'Alì ✔️ Eletto        | Casa delle Libertà                   | 63 667  | 52,19 |  |  |  |  |  |
|                               | Pasquale Busà                  | L'Ulivo                              | 32 346  | 26,52 |  |  |  |  |  |
|                               | Giacomo Licari                 | Democrazia Europea                   | 10 119  | 8,30  |  |  |  |  |  |
|                               | Andrea Bertolino               | Partito della Rifondazione Comunista | 5 773   | 4,73  |  |  |  |  |  |
|                               | Ignazio Ludovico Ubaldo Lo Bue | Lista Di Pietro                      | 3 811   | 3,12  |  |  |  |  |  |
|                               | Alberto Pace                   | Lista Pannella-Bonino                | 2 644   | 2,17  |  |  |  |  |  |
|                               | Salvatore Bellafiore           | Noi Siciliani                        | 1 882   | 1,54  |  |  |  |  |  |
|                               | Marilena Rubino                | Fronte Nazionale                     | 1 742   | 1,43  |  |  |  |  |  |
| Totale                        | Totale                         | Totale                               | 121 984 | 100   |  |  |  |  |  |
|                               |                                |                                      |         |       |  |  |  |  |  |
| Voti non validi               | Voti non validi                | Voti non validi                      | 14 907  | 10,89 |  |  |  |  |  |
| Votanti                       | Votanti                        | Votanti                              | 136 891 | 75,47 |  |  |  |  |  |
| Elettori                      | Elettori                       | Elettori                             | 181 382 |       |  |  |  |  |  |
|                               |                                |                                      |         |       |  |  |  |  |  |
| Data: 13 maggio 2001          |                                |                                      |         |       |  |  |  |  |  |
| Fonte: Ministero dell'interno |                                |                                      |         |       |  |  |  |  |  |